# Längenbühl
Längenbühl est une localité et une ancienne commune suisse du canton de Berne qui a fusionné avec Forst au 1er janvier 2007, pour former la nouvelle commune de Forst-Längenbühl.